# Vòng loại Giải vô địch bóng đá thế giới 2006 – Khu vực châu Âu (Bảng 2)
Bảng 2 vòng loại giải vô địch bóng đá thế giới 2006 khu vực châu Âu là một bảng đấu thuộc vòng loại khu vực châu Âu. Bảng đấu gồm sự góp mặt của các đội Albania, Đan Mạch, Gruzia, Hy Lạp, Kazakhstan, Thổ Nhĩ Kỳ và Ukraina.
Kết thúc vòng đấu, đội đầu bảng Ukraina giành 1 suất vào vòng chung kết World Cup 2006. Đội nhì bảng Thổ Nhĩ Kỳ đi đấu vòng play-off khu vực châu Âu.

## Vị trí xếp hạng
| Chú thích                                                                                 |
| ----------------------------------------------------------------------------------------- |
| Các đội đầu bảng và hai đội nhì bảng có thành tích tốt nhất được vào thẳng vòng chung kết |
| các đội nhì bảng còn lại tham gia vòng play-off                                           |

| Đội tuyển  | Tr | T | H | Th | Bt | Bb | Hs  | Đ  |
| ---------- | -- | - | - | -- | -- | -- | --- | -- |
| Ukraina    | 12 | 7 | 4 | 1  | 18 | 7  | +11 | 25 |
| Thổ Nhĩ Kỳ | 12 | 6 | 5 | 1  | 23 | 9  | +14 | 23 |
| Đan Mạch   | 12 | 6 | 4 | 2  | 24 | 12 | +12 | 22 |
| Hy Lạp     | 12 | 6 | 3 | 3  | 15 | 9  | +6  | 21 |
| Albania    | 12 | 4 | 1 | 7  | 11 | 20 | −9  | 13 |
| Gruzia     | 12 | 2 | 4 | 6  | 14 | 25 | −11 | 10 |
| Kazakhstan | 12 | 0 | 1 | 11 | 6  | 29 | −23 | 1  |

|            | Albania | Đan Mạch | Gruzia | Hy Lạp | Kazakhstan | Thổ Nhĩ Kỳ | Ukraina |
| ---------- | ------- | -------- | ------ | ------ | ---------- | ---------- | ------- |
| Albania    | –       | 0–2      | 3–2    | 2–1    | 2–1        | 0–1        | 0–2     |
| Đan Mạch   | 3–1     | –        | 6–1    | 1–0    | 3–0        | 1–1        | 1–1     |
| Gruzia     | 2–0     | 2–2      | –      | 1–3    | 0–0        | 2–5        | 1–1     |
| Hy Lạp     | 2–0     | 2–1      | 1–0    | –      | 3–1        | 0–0        | 0–1     |
| Kazakhstan | 0–1     | 1–2      | 1–2    | 1–2    | –          | 0–6        | 1–2     |
| Thổ Nhĩ Kỳ | 2–0     | 2–2      | 1–1    | 0–0    | 4–0        | –          | 0–3     |
| Ukraina    | 2–2     | 1–0      | 2–0    | 1–1    | 2–0        | 0–1        | –       |

## Kết quả
| Đan Mạch     | 1 – 1      | Ukraina   |
| ------------ | ---------- | --------- |
| Jørgensen 9' | (Chi tiết) | Husin 56' |

| Thổ Nhĩ Kỳ | 1 – 1      | Gruzia       |
| ---------- | ---------- | ------------ |
| Tekke 49'  | (Chi tiết) | Asatiani 85' |

| Albania               | 2 – 1      | Hy Lạp             |
| --------------------- | ---------- | ------------------ |
| Murati 2' · Aliaj 11' | (Chi tiết) | Giannakopoulos 38' |

| Gruzia                        | 2 – 0      | Albania |
| ----------------------------- | ---------- | ------- |
| Iashvili 15' · Demetradze 91' | (Chi tiết) |         |

| Kazakhstan    | 1 – 2      | Ukraina                |
| ------------- | ---------- | ---------------------- |
| Karpovich 34' | (Chi tiết) | Byelik 14' · Rotan 90' |

| Hy Lạp | 0 – 0      | Thổ Nhĩ Kỳ |
| ------ | ---------- | ---------- |
|        | (Chi tiết) |            |

| Ukraina        | 1 – 1      | Hy Lạp       |
| -------------- | ---------- | ------------ |
| Shevchenko 48' | (Chi tiết) | Tsiartas 83' |

| Thổ Nhĩ Kỳ                                  | 4 – 0      | Kazakhstan |
| ------------------------------------------- | ---------- | ---------- |
| Gökdeniz 17' · Nihat 50' · Tekke 90', 90+3' | (Chi tiết) |            |

| Albania | 0 – 2      | Đan Mạch                     |
| ------- | ---------- | ---------------------------- |
|         | (Chi tiết) | Jørgensen 52' · Tomasson 72' |

| Ukraina                     | 2 – 0      | Gruzia |
| --------------------------- | ---------- | ------ |
| Byelik 12' · Shevchenko 79' | (Chi tiết) |        |

| Kazakhstan | 0 – 1      | Albania   |
| ---------- | ---------- | --------- |
|            | (Chi tiết) | Bushi 61' |

| Đan Mạch             | 1 – 1      | Thổ Nhĩ Kỳ |
| -------------------- | ---------- | ---------- |
| Tomasson 27' (ph.đ.) | (Chi tiết) | Nihat 70'  |

| Thổ Nhĩ Kỳ | 0 – 3      | Ukraina                         |
| ---------- | ---------- | ------------------------------- |
|            | (Chi tiết) | Husyev 8' · Shevchenko 17', 88' |

| Gruzia                        | 2 – 2      | Đan Mạch         |
| ----------------------------- | ---------- | ---------------- |
| Demetradze 33' · Asatiani 76' | (Chi tiết) | Tomasson 7', 64' |

| Hy Lạp                                | 3 – 1      | Kazakhstan  |
| ------------------------------------- | ---------- | ----------- |
| Charisteas 24', 46' · Katsouranis 85' | (Chi tiết) | Baltiev 88' |

| Albania | 0 – 2      | Ukraina               |
| ------- | ---------- | --------------------- |
|         | (Chi tiết) | Rusol 40' · Husin 59' |

| Hy Lạp                              | 2 – 1      | Đan Mạch      |
| ----------------------------------- | ---------- | ------------- |
| Zagorakis 25' · Basinas 32' (ph.đ.) | (Chi tiết) | Rommedahl 46' |

| Thổ Nhĩ Kỳ                              | 2 – 0      | Albania |
| --------------------------------------- | ---------- | ------- |
| Necati 3' (ph.đ.) · Yıldıray Baştürk 5' | (Chi tiết) |         |

| Đan Mạch                         | 3 – 0      | Kazakhstan |
| -------------------------------- | ---------- | ---------- |
| Møller 10', 48' · C. Poulsen 33' | (Chi tiết) |            |

| Gruzia       | 1 – 3      | Hy Lạp                                       |
| ------------ | ---------- | -------------------------------------------- |
| Asatiani 22' | (Chi tiết) | Kapsis 43' · Vryzas 44' · Giannakopoulos 53' |

| Ukraina     | 1 – 0      | Đan Mạch |
| ----------- | ---------- | -------- |
| Voronin 68' | (Chi tiết) |          |

| Gruzia                           | 2 – 5      | Thổ Nhĩ Kỳ                                          |
| -------------------------------- | ---------- | --------------------------------------------------- |
| Amisulashvili 13' · Iashvili 40' | (Chi tiết) | Tolga 12' · Tekke 20', 35' · Koray 72' · Tuncay 89' |

| Hy Lạp                          | 2 – 0      | Albania |
| ------------------------------- | ---------- | ------- |
| Charisteas 33' · Karagounis 84' | (Chi tiết) |         |

| Ukraina                            | 2 – 0      | Kazakhstan |
| ---------------------------------- | ---------- | ---------- |
| Shevchenko 18' · Avdeev 83' (l.n.) | (Chi tiết) |            |

| Albania                  | 3 – 2      | Gruzia                          |
| ------------------------ | ---------- | ------------------------------- |
| Tare 6', 56' · Skela 33' | (Chi tiết) | Burduli 85' · Kobiashvili 90+4' |

| Thổ Nhĩ Kỳ | 0 – 0      | Hy Lạp |
| ---------- | ---------- | ------ |
|            | (Chi tiết) |        |

| Đan Mạch                       | 3 – 1      | Albania     |
| ------------------------------ | ---------- | ----------- |
| Larsen 5', 47' · Jørgensen 55' | (Chi tiết) | Bogdani 73' |

| Kazakhstan | 0 – 6      | Thổ Nhĩ Kỳ                                                          |
| ---------- | ---------- | ------------------------------------------------------------------- |
|            | (Chi tiết) | Tekke 13', 85' · Toraman 15' · Tuncay 41', 90' · Halil Altıntop 88' |

| Hy Lạp | 0 – 1      | Ukraina   |
| ------ | ---------- | --------- |
|        | (Chi tiết) | Husin 82' |

| Kazakhstan       | 1 – 2      | Gruzia              |
| ---------------- | ---------- | ------------------- |
| Kenzhekhanov 23' | (Chi tiết) | Demetradze 50', 82' |

| Albania                  | 2 – 1      | Kazakhstan    |
| ------------------------ | ---------- | ------------- |
| Myrtaj 53' · Bogdani 56' | (Chi tiết) | Nizovtsev 62' |

| Gruzia         | 1 – 1      | Ukraina   |
| -------------- | ---------- | --------- |
| Gakhokidze 89' | (Chi tiết) | Rotan 43' |

| Thổ Nhĩ Kỳ           | 2 – 2      | Đan Mạch                   |
| -------------------- | ---------- | -------------------------- |
| Okan 47' · Tümer 80' | (Chi tiết) | C. Jensen 40' · Larsen 93' |

| Kazakhstan         | 1 – 2      | Hy Lạp                                  |
| ------------------ | ---------- | --------------------------------------- |
| Zhalmagambetov 53' | (Chi tiết) | Giannakopoulos 78' · Liberopoulos 90+4' |

| Ukraina | 0 – 1      | Thổ Nhĩ Kỳ |
| ------- | ---------- | ---------- |
|         | (Chi tiết) | Tümer 55'  |

| Đan Mạch                                                              | 6 – 1      | Gruzia         |
| --------------------------------------------------------------------- | ---------- | -------------- |
| Jensen 10' · Poulsen 30' · Agger 43' · Tomasson 55' · Larsen 80', 84' | (Chi tiết) | Demetradze 37' |

| Ukraina                    | 2 – 2      | Albania          |
| -------------------------- | ---------- | ---------------- |
| Shevchenko 45' · Rotan 86' | (Chi tiết) | Bogdani 75', 83' |

| Đan Mạch      | 1 – 0      | Hy Lạp |
| ------------- | ---------- | ------ |
| Gravgaard 40' | (Chi tiết) |        |

| Gruzia | 0 – 0      | Kazakhstan |
| ------ | ---------- | ---------- |
|        | (Chi tiết) |            |

| Albania | 0 – 1      | Thổ Nhĩ Kỳ |
| ------- | ---------- | ---------- |
|         | (Chi tiết) | Tümer 58'  |

| Hy Lạp           | 1 – 0      | Gruzia |
| ---------------- | ---------- | ------ |
| Papadopoulos 17' | (Chi tiết) |        |

| Kazakhstan | 1 – 2      | Đan Mạch                     |
| ---------- | ---------- | ---------------------------- |
| Kuchma 86' | (Chi tiết) | Gravgaard 46' · Tomasson 49' |

## Ghi bàn nhiều nhất
| Vị trí | Cầu thủ                | Đội tuyển  | Bàn thắng |
| ------ | ---------------------- | ---------- | --------- |
| 1      | Fatih Tekke            | Thổ Nhĩ Kỳ | 7         |
| 2      | Jon Dahl Tomasson      | Đan Mạch   | 6         |
| 2      | Andriy Shevchenko      | Ukraina    | 6         |
| 4      | Søren Larsen           | Đan Mạch   | 5         |
| 4      | Giorgi Demetradze      | Gruzia     | 5         |
| 6      | Erjon Bogdani          | Albania    | 4         |
| 7      | Martin Jørgensen       | Đan Mạch   | 3         |
| 7      | Malkhaz Asatiani       | Gruzia     | 3         |
| 7      | Stelios Giannakopoulos | Hy Lạp     | 3         |
| 7      | Angelos Charisteas     | Hy Lạp     | 3         |
| 7      | Tuncay Şanlı           | Thổ Nhĩ Kỳ | 3         |
| 7      | Tümer Metin            | Thổ Nhĩ Kỳ | 3         |
| 7      | Andriy Husin           | Ukraina    | 3         |